# Lancknecht

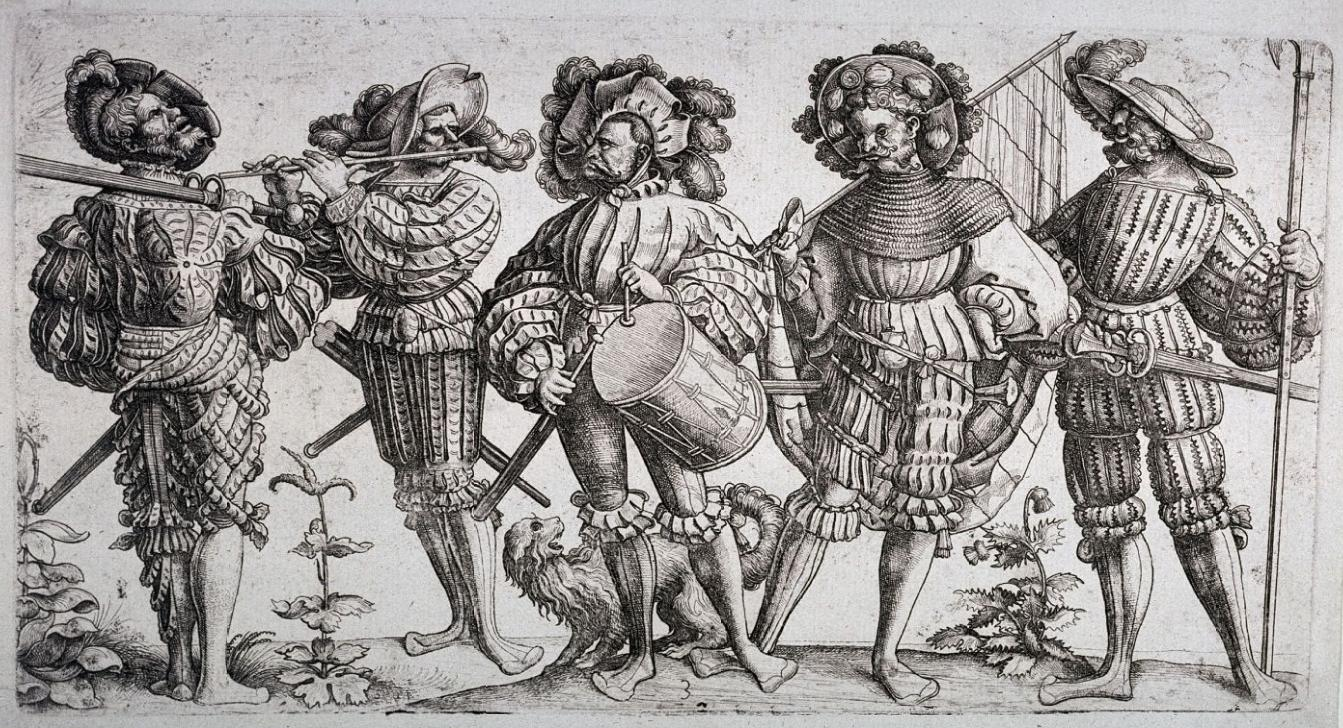
Lancknecht. Rytina Daniela Hopfera, c. 1530

Lancknecht (německy Landsknecht) byl evropský žoldnéřský pikenýr a příslušník podpůrné pěchoty od konce 15. do konce 16. století objevující se nejčastěji na území Svaté říše římské. Lancknechti si získali pověst univerzálních žoldnéřů renesanční Evropy.

## Etymologie
Termín pochází z německého, Land „země“ + Knecht „sluha, pacholek“. Původně výraz označoval vojáky z jižních oblastí Svaté říše římské jakožto protipól vyhlášených švýcarských žoldnéřů s dlouhými píkami. Na počátku 16. století se výslovnost slova jako lanzknecht začala mylně dávat do souvislosti se slovem Lanze „kopí“.

## Historie
První lancknechtské regimenty byly zformovány císařem Maxmiliánem I. Povolal Georga von Frundsberg, mnohými známého jako Otec lancknechtů, aby mu pomohl s jejich organizací. Později bojovali v téměř každém vojenském tažení vedeném během 16. století, někdy ve vojskách bojujících proti sobě.
Lancknechti, cíleně formovaní jako napodobenina švýcarských žoldnéřů s dlouhými píkami (a zpočátku využívající služeb švýcarských instruktorů), příležitostně přispívali k porážkám obávaných Švýcarů, jejichž bitevní formace, příliš spoléhající na chladné zbraně používané na krátkou vzdálenost, začaly být zranitelné vůči vzrůstající palebné síle arkebuz a dělostřelectva. Francouzské dělostřelectvo nebo španělští střelci vnesli zmatek do švýcarských formací a lancknechtské píky blokovaly případný útok, o který by se vyčerpané švýcarské útočné řady mohly pokusit.

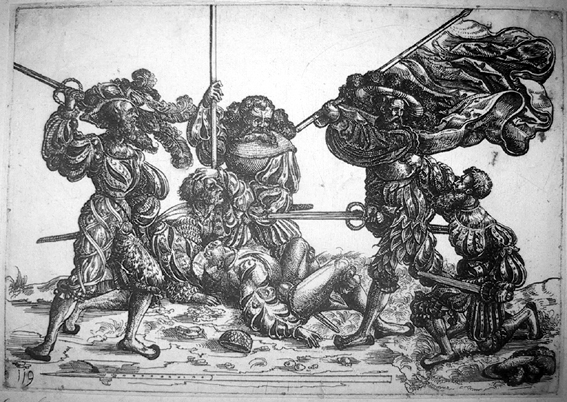
Nosič standarty bojující proti pěti lancknechtům, rytina Daniela Hopfera

Lancknechti, ačkoli spíše konzervativní co se používané výzbroje týče, a vždy mající velkou většinu pikenýrů, byli více nakloněni taktickému použití střelců než Švýcaři, protože méně spoléhali na náhlý a rozhodný útok a jako říšští vojáci také často bojovali ve formacích namícháni se španělskými žoldnéři, u kterých bylo používání arkebuz a později mušket velice rozšířené.
Lancknechti nejčastěji pocházeli ze Švábska, Alsaska, Flander a Porýní, ale v konečném důsledku byly regimenty sestavovány z mužů ze všech koutů Evropy.
Jejich chování na bitevním poli bylo vysoce různorodé. Někdy, jako například v bitvě u Pavie, obstáli velmi dobře a byli strůjci císařova vítězství. Jindy, při mnohých jiných příležitostech, (jako například v pozdějších italských válkách, francouzských náboženských válkách a osmdesátileté válce) se jejich udatnost a disciplína ocitly pod ostrou kritikou a španělský živel císařské armády přímo popíral bojovou využitelnost lancknechtů – o vévodovi z Alby se říká, že lancknechty najal pouze aby znemožnil jejich získání na stranu nizozemských nepřátel a aby se jeho armáda stala tabulkově větší, ale nikdy nepomýšlel na jejich nasazení do boje. Hugenoti opovrhovali svými lancknechtskými žoldnéři poté, co tito byli téměř okamžitě obklíčeni ostřílenými švýcarskými žoldnéřskými jednotkami, které měli původně zničit v bitvě o Dreux.

## Organizace

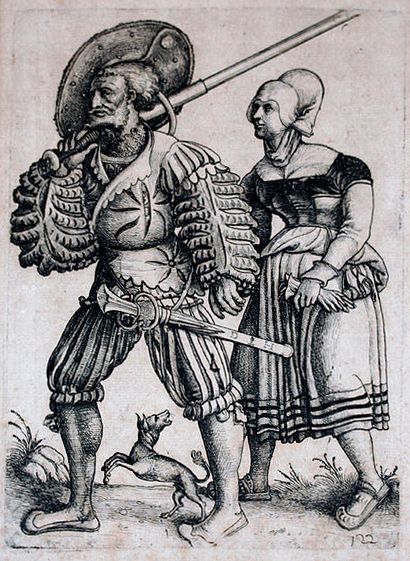
Lancknecht se svou ženou. Rytina Daniela Hopfera. Pozn: Obrovský zweidhänder swert neboli obouruční meč na rameni a menší Katzbalger po boku jsou symboly lancknechta

Regimenty často kolísaly od 4 000 do 10 000 mužů podle okolností, nebo dokonce více – Černá banda, obecně považovaná za regiment lancknechtů, měla 17 000 mužů, když se zrodila ve Francii v roce 1515. Byla to právě tato flexibilita která jim umožnila nasazení v různých bitevních podmínkách. Oberste (plukovníci) byli povoláni císařem k vytvoření regimentů, s různým regimentálním personálem a jednotkami sdruženými do Fähnleins (kompanií) s Hauptmann (kapitánem) v čele, právě tak jako s poručíky a Fähnriche (podporučíky). Ostatní hodnosti zahrnovaly majory polního soudu a zásobovací důstojníky.
Tross byli zásobovači, kteří cestovali s každou lancknechtskou jednotkou, nesouce nezbytný vojenský materiál, potraviny a osobní věci každého vojáka a jeho rodiny. Členy Tross byly ženy a děti, doplněni několika řemeslníky.

## Výzbroj
Lancknechti byli trénovaní v používání dlouhé píky a v užití píkové čtvercové formace vynalezené Švýcary. Většina lancknechtů používala píky, ale někteří poskytovali taktickou podporu pikenýrům, přičemž využívali různou výzbroj. Například, zkušený lancknecht mohl být jmenován jako doppelsöldner a místo píky mohl v rukou třímat 1,8 až 2,5 metru dlouhou halapartnu nebo partizánu, nebo proslulý zweihänder, obouruční meč dlouhý 1,8 metru (ve této době spíše zvaný beidhänder než zweihänder). Tyto velké válečné meče byly užívány k likvidaci nepřátelských pík a k prolamování píkové formace, kdy voják s obouručním mečem vytvořil v přední linii nepřítele trhlinu, do které se nahrnuli jeho spolubojovníci s píkami.

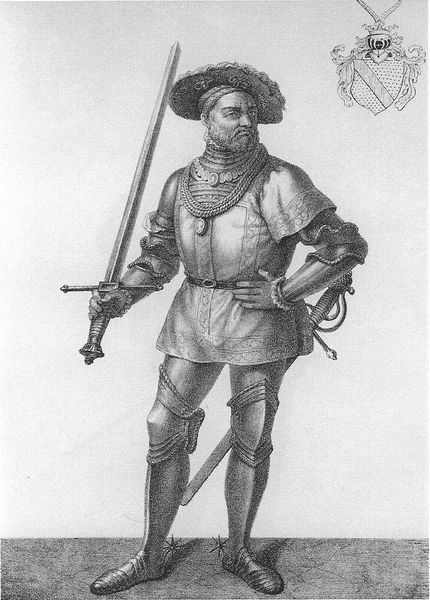
Ernst Friedrich, markrabě Baden-Durlachu

Tato taktika byla shledána nevyhovující a bylo od ní upuštěno kolem roku 1510 – jejich švýcarští protivníci ji výslovně zakázali, když přešli k masovému používání pík na počátku 15. století, protože zbraň byla příliš velká pro použití v sevřeném píkovém boji. „Doppelsöldner“ znamená „dvojitý žoldnéř“, protože jejich žold byl dvojnásobný oproti jejich méně zkušeným a méně riskujícím spolubojovníkům.
Lancknechti také mohli používat arkebuzy, předchůdce muškety. Když byli lancknechti poprvé formováni, arkebuzíři byli do formací zakomponováni pro dosažení plného počtu mužů, ale jejich počet postupně vzrostl až na čtvrtinu formace.
Univerzální zbraní lancknechta byl krátký meč zvaný katzbalger, nošený jako poboční zbraň k lancknechtově hlavní zbrani. Samozřejmě, protože byl Katzbalger vnímán jako symbol lancknechtů, Švýcarští ilustrátoři byli velice opatrní při jeho znázorňování, neboť právě to odlišovalo lancknechty od švýcarských žoldnéřů známých jako Reisläufer.

## Oděv
Co činilo lancknechty tak nápadnými byl jejich propracovaný oděv, který převzali od Švýcarů.
Kabátce, prořezávané vepředu, na zádech a zejména na rukávech, podložené látkou z pokud možno kontrastující barvy. Kalhoty byly v této době již samonosné, rozdělené na svrchní a spodní část (bylo velice módní mít jedno stehno odhalené) a končily nad pasem. Kabátec byl krátký, ponejvíce s diagonálním zapínáním po levé straně a mohl se přivazovat ke kalhotám jako doublety v předcházejícím období. Na nohou měli vojáci typickou renesanční obuv – volské tlamy a kachní zobáky, v teplejších oblastech můžeme potkat i sandály.